# Thierry Bizot
Thierry Bizot (Milán, Italia, 12 de mayo de 1962) es un productor de televisión y escritor francés. Coprodujo la serie Fais pas ci, fais pas ça con su esposa, Anne Giafferi. 

## Obras
- Ambition & Cie. París, Le grand livre du mois, 2002.
- Nous n'irons plus chez elle. París, Seuil, 1987.
- Catholique anonyme. París, Seuil, 2008.
- Tout à coup, le silence. Paris, Seuil, 2010.
- Sauf miracle, bien sûr. París, Seuil, 2013.
- Premiers pas d'un apprenti chrétien. París, Bayard, 2013.
- Par ordre d'apparition. París, Seuil, 2016.